# Église Saint-Martin de Margerides
Pour les articles homonymes, voir Église Saint-Martin.
L'église Saint-Martin est une église catholique située à Margerides dans le département français de la Corrèze et la région Nouvelle-Aquitaine.

## Historique
L'édifice est classé au titre des monuments historiques en 1975.